# جو-آن: آخرین نفرین
جو-آن: آخرین نفرین (انگلیسی: Ju-On: The Final Curse) فیلمی ژاپنی در ژانر ترسناک است که در سال ۲۰۱۵ منتشر شد.

## داستان
ریو هاسگاوا، دختر دبیرستانی که با مکی، مادر مجردش و با پسر عموی مادری خود، توشیو سائکی، زندگی می‌کند که اخیراً والدین خود را از دست داده است. از زمانی که توشیو به خانه اش نقل مکان می‌کند، چیزهای عجیبی شروع می‌شود، از جمله تعقیب و گریز توسط مادر توشیو، کایاکو، که هم توسط ریو و هم ماکی تجربه شده است. دوست ریو، میدوری، پس از برخورد وحشتناک با توشیو آشفته می‌شود و تصمیم می‌گیرد کارائوکه کندهنگام عزاداری برای خواهر بزرگترش، یایویی، که نه سال پیش ناپدید شد. صفحه کارائوکه او تبدیل به یک تصویر عجیب و غریب می‌شود و هنگامی که از دستشویی برمی گردد، میدوری ظاهر دوره یایوئی و کایاکو را می‌بیند. سپس یایویی میدوری را می‌گیرد و با انداختن او به سقف می‌کشد. دوست دیگر ریو، مادوکا، در مورد توشیو جستجو می‌کند و حقیقت مرگ پدر و مادرش، عموی ریو تاکئو و کایاکو را پیدا می‌کند. مادوکا درست پس از بارگذاری اطلاعات در ریو، شبح توشیو را می‌بیند که او را از داخل می‌جوشاند.
ریو به سرعت وارد اتاق توشیو می‌شود و او را بی حرکت می‌بیند. وقتی یک توشیو دیگر او را می‌گیرد، ریو وحشت زده می‌شود و از پله‌ها پایین می‌افتد. او و ماکی خود را از کایاکو سوار می‌کنند، اما دومی متوجه می‌شود که ارواح هرگز آنها را رها نمی‌کنند. او به آشپزخانه می‌رود تا خود را با چاقو مسلح کند و توسط کایاکو کشته می‌شود. سوگند خوردن برای انتقام، با چاقو به طبقه بالا می‌رود و سعی می‌کند توشیو را بکشد، اما کایاکو با شکستن کمرش او را می‌کشد.